# Tropaeolum pentaphyllum
La flor de pitito (Tropaeolum pentaphyllum) es una   especie de plantas con flores en la familia de las Tropaeolaceae. 

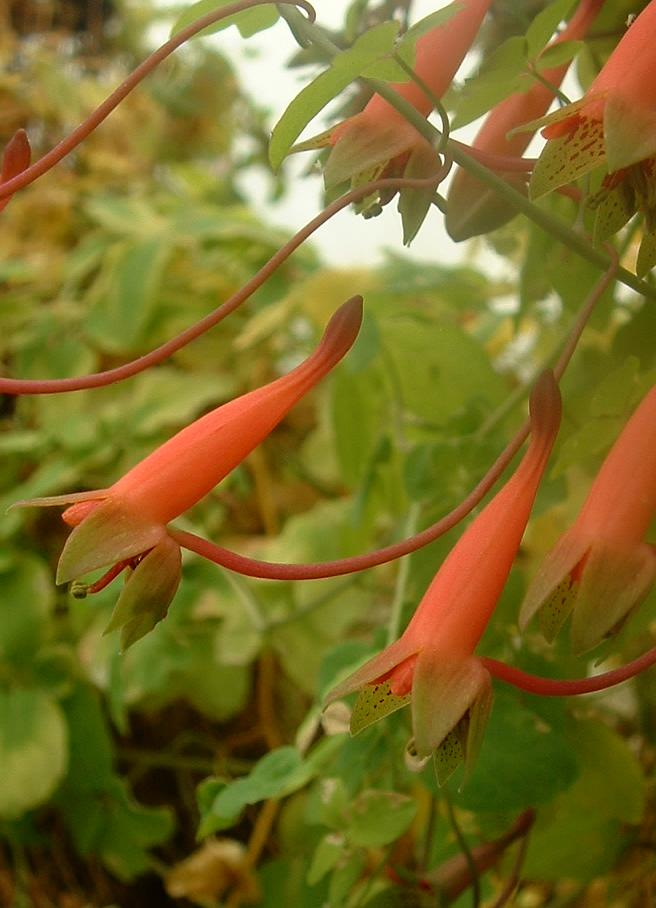
Flores

## Descripción
Es una herbácea, perenne, enredadera, con tubérculos, tallos finos, purpúreos. Alcanza un tamaño de 2-3 m de altura, trepadora. Las hojas son compuestas pentafoliadas, de color verde oscuro y tienen un diámetro de 5 cm. Las flores hermafroditas, rojas y verdes, de 3-5 cm de largo, terminan atrás en un espolón largo y rojo, ensanchado en la extremidad, florece de primavera al otoño, muy apreciadas por colibríes; se multiplica por semilla y por tubérculos. Los frutos son de color negro azulado, con pintas más oscuras.

## Distribución
Endémica de Bolivia, Argentina, Brasil, Uruguay.

## Observaciones
Está amenazada por pérdida de hábitat

## Taxonomía
Tropaeolum majus fue descrita por Jean-Baptiste Lamarck y publicado en Encyclopédie Méthodique, Botanique 1: 612. 1785.
Etimología
Tropaeolum: nombre genérico conocido como la capuchina de jardineros, aunque no de los botánicos, y nombrado por Linneo, que deriva del griego tropaion y del latín tropaeum de "trofeo", por la manera en que crece la planta, sobre un soporte. recordando un trofeo clásico con escudos y cascos de oro como las que colgaban como un signo de la victoria en un campo de batalla.
pentaphyllum: epíteto latíno que significa "con cinco hojas".
Variedades aceptadas
- Tropaeolum pentaphyllum megapetaloides Sparre
- Tropaeolum pentaphyllum megapetalum (Buchenau) Sparre

Sinonimia
- Chymocarpus pentaphyllus D.Don
- Tropaeolum pentaphyllum pentaphyllum
- Trophaeum pentaphyllum Kuntze[5]